# MilkyWay
Pour les articles homonymes, voir MilkyWay (homonymie).
MilkyWay ou Milky Way est un groupe de J-pop du Hello! Project, créé en 2008 à titre temporaire dans le cadre de la série anime Kirari (Kirarin Revolution), le temps de deux singles dont les quatre titres (faces A et B) servent de génériques à la série.
Il est composé de trois chanteuses et idoles japonaises: Koharu Kusumi (alias Tsukishima Kirari starring Kusumi Koharu, alors âgée de 15 ans) des Morning Musume, entourée de Sayaka Kitahara et Yū Kikkawa du Hello! Pro Egg (alors âgées de 14 et 15 ans). Elles incarnent et doublent trois personnages de la série, Kilari Tsukishima, Noellie Yukino et Cobeni Hanasaki, le trio apparaissant dans l'anime sous forme fictionelle, comme son prédécesseur le groupe Kira☆Pika l'année précédente.
Le groupe est renommé Voie lactée dans la version française de la série.

## Membres
- Koharu Kusumi (久住小春, Kusumi Koharu?), née le 15 juillet 1992 : Kilari
- Yū Kikkawa (吉川友, Kikkawa Yū?), née le 1er mai 1992 : Cobeni
- Sayaka Kitahara (北原沙弥香, Kitahara Sayaka?), née le 29 novembre 1993 : Noellie

## Singles
- 30 avril 2008 : Anataboshi (アナタボシ?) (face B : San-San Go-Go)
- 29 octobre 2008 : Tan Tan Taan! (タンタンターン!?) (face B : Gamusharara)